# دستور مصر (2014) المعدل
دستور جمهورية مصر العربية 2014 المعدل هو دستور تم التصويت عليه في استفتاء في مطلع سنة 2014. وأعلنت اللجنة المسؤولة عن تنظيم الاستفتاء على الدستور النتيجة في 18 يناير، شارك في الاستفتاء 38.6% (أكثر من 20 مليون و600 ألف) من مجموع مالكي حق التصويت البالغ عددهم أكثر من 53 مليون شخص. 98.1% (حوالي 20 مليون شخص) منهم أيدوا مشروع الدستور الجديد، بينما رفضه 1.9% (حوالي 380 ألف شخص) وكان عدد الأصوات الباطلة حوالي 246 ألف صوت.
تم صياغة الدستور من قبل لجنة الخمسين.
يحتوي الدستور في مادته 226 على نص محصن يمنع، في كل الأحوال، تعديل النصوص الخاصة بإعادة انتخاب رئيس الجمهورية، والحريات والمساواة إلا بمزيد من الضمانات.